# 1142

## Догађаји
- Пролеће – Цар Јован II Комнин и његови синови предводе византијске експедиционе снаге преко Анадолије до Анталије. Он потискује Селџуке и Туркмане – који поново покушавају да нападну Фригију. Јован јача граничну одбрану у северној Сирији и шаље посланство у Немачку – да тражи савез против краља Руђера II од Сицилије. Да би запечатили савез, изасланици траже од краља Конрада III да пошаље принцезу из своје породице да се уда за царевог сина, Манојла. Уместо тога, Конрад бира своју снају, Берту од Зулцбаха, и шаље је у Византијско царство у пратњи Емиха из Лајнингена, бискупа Вирцбурга.
- Касно лето – Јован II Комнин успоставља базу за снабдевање за своје даље кампање у Анталији. Док чека појачање, његов најстарији син Алексије и именовани наследник, разбољева се и умире. Његова друга два сина, Андроник и Исак, добијају задатак да прате тело, али током путовања и Андроник умире. Јован наставља своју кампању против јерменског краљевства Киликије – како би поново освојио тврђаве које су Данишменди заузели. Појављује се у присилним маршевима код Турбесела средином септембра. У међувремену, Исак враћа лешеве своја два брата у Цариград, где су сахрањени у манастиру Пантократор.
- Краљ Луј VII Млађи од Француске уплиће се у грађански рат са Теобалдом II („Великим“), грофом од Шампање, дозвољавајући свом рођаку Ралфу I од Вермандоа (сеншалу Француске) да се одрекне своје жене, Теобалдове сестре Елеоноре од Шампање, и да се ожени Петронилом од Аквитаније, која је била сестра жене краља Луја VII, краљице Елеоноре од Аквитаније.
- Сигурду II, норвешком претенденту на престо, у његовим напорима да свргне седмогодишњег краља Ингеа Харалдсона од Норвешке придружио се Ингеов старији полубрат Ејстејн II, који постаје савладар. Добија једну трећину краљевства покојног Харалда.
- Мај – Конрад III склапа мировни споразум са тринаестогодишњим Хајнрихом II Лавом у Франкфурту. Именован је за војводу Саксоније, територије које су одузете његовом оцу, покојном војводи Хенрику II Поносном.
- Војвода Владислав II Изгнаник покушава да потчини своју млађу (полу)браћу како би поново ујединио Пољску. Подржавају га савези са Кијевском Русијом и Светим римским царством.
- Лето – Конрад III улази у Бохемију да би вратио свог зета Владислава II на место војводе, чијом је полусестром Гертрудом од Бабенберга ожењен. Конрад опседа Прашки замак.
- Опсада Лисабона (1142): Краљ Афонсу I Енрикес од Португала покушава да опседне Лисабон уз помоћ групе англо-норманских крсташа.
- Јесен – Деветогодишњи Хенри II Плантагенет, син краљице Матилде, искрцава се на јужној обали Енглеске са својим ујаком, грофом Робертом од Глостера и неколико витезова. Хенри путује у Бристол, центар анжујске опозиције краљу Стивену, где га образује мајстор Метју. У међувремену, Роберт осваја замак Лулворт, замак Руфус („Замак са луком и стрелом“) на острву Портланд и замак Верхам.
- Децембар – Стивен Енглески опседа Оксфордски замак, заробљавајући Матилду и њене присталице у граду. Непосредно пре Божића она успева да побегне преко снега и леда залеђене реке Темзе – обучена у бело (да би прошла поред Стивенових ограда) и безбедно стиже до Абингдона. Следећег дана Оксфордски замак се предаје Стивену, Матилда јаше са пратњом до замка Волингфорд, где тражи уточиште.
- Јесен – Имад ал-Дин Зенги, селџучки гувернер (атабег) Мосула, наставља своју кампању против Курда у југоисточној Анадолији (од 1141. године). Византијске снаге под Јованом II не успевају да освоје Антиохију.
- Ремон II, гроф од Триполија, додељује имовину у округу (као што је масивни замак Крак де Шевалије) витезовима хоспиталерима. Након што су стекли локацију, почињу да граде нова утврђења.
- Абд ел-Мумин, владар Алмохадског калифата, није у могућности да прехрани своје становништво током глади. Признаје де факто протекторат Руђера II како би подржао трговачки центар Махдије.
- Нормански напад на град Триполи је без успеха.
- Цар Сутоку абдицира након 19-годишње владавине и постаје монах. Наслеђује га трогодишњи брат Коное, који ступа на престо као 76. цар Јапана.
- Упркос томе што је спасао јужну династију Сунг од покушаја северне династије Ђин да је освоји, кинеског генерала Јуе Феја погубила је влада Сунг.
- 11. октобар – Споразум из Шаоксинга: Северна династија Ђин и Јужна династија Сунг потписују мировни споразум, чиме се окончавају Џурченске кампање против династије Сунг у Кини.

## Смрти
- Пјер Абелар
- Андроник Комнин (син цара Јована II)

- Вилијам I од Бира

- Алексије Комнин (савладар)

- Ордерик Витал